# جياكومو باسولي
جياكومو باسولي (بالإيطالية: Giacomo Bassoli)‏ هو لاعب كرة قدم إيطالي في مركز الدفاع، ولد في 19 يونيو 1990 في بولونيا في إيطاليا. لعب مع نادي بولونيا ونادي تشيزينا.